# Гленс-Фолс
Гленс-Фолс (англ. Glens Falls) —  город в округе Уоррен, штат Нью-Йорк, США. По данным переписи 2020 года население составляло 14 830 человек. Первая половина названия была дана полковником Йоханнесом Гленом, вторая обозначает большой водопад на реке Гудзон в южной части города.
Гленс-Фолс находится в юго-восточной части округа Уоррен, окружённый городом Куинсбери на севере, востоке и западе, а также рекой Гудзон и округом Саратога на юге. Гленс-Фолс известен как «Родной город США» — такое название ему дал журнал Look в 1944 году. Город также называл себя «Эмпайр-Сити».
В июле 2023 года, второй год подряд, Гленс-Фолс был назван самым безопасным городом в США.

## География
Город расположен на реке Гудзон, в предгорьях Адирондака.

## Спорт
В Гленс-Фолсе было несколько профессиональных хоккейных команд: 
- Адирондак Ред Уингз (1979–1999), четырёхкратный обладатель Кубка Колдера.
- Адирондак Айсхокс (1999–2004), Адирондак Фростбайт (2004–2006).
- Адирондак Фантомс (2009–2014).
- Адирондак Флэймз (2014–2015).
- Адирондак Тандер (с 2015 года).